# Groupement des industriels français de l'énergie nucléaire
Le Groupement des industriels français de l'énergie nucléaire (GIFEN) est une fédération professionnelle créée en 2018, qui regroupe 400 entreprises adhérentes (septembre 2022) couvrant tous les types d’activités industrielles ainsi que tous les domaines de la production d’électricité d’origine nucléaire.
Le GIFEN organise, tous les deux ans, le World Nuclear Exhibition (WNE) au Parc des expositions de Paris-Nord Villepinte.
Son siège est situé dans le 17e arrondissement de Paris, au 56 avenue de Wagram.

## Présentation

### Création
Le GIFEN est fondé en 2018 par 24 associations, donneurs d’ordre et industriels de la filière nucléaire française. Il vient remplacer quatre associations préexistantes :
- Le GIIN (Groupe Intersyndical de l'Industrie Nucléaire), créé en 1959, et qui était la principale organisation professionnelle du secteur ;
- L’AIFEN (Association des Industriels Français Exportateurs du Nucléaire) créée en 2013 pour organiser le World Nuclear Exhibition ;
- Le PFME (Partenariat France Monde Electricité association) créé en 2012 pour accompagner les PME à l’export ;
- Le FAIF (Forum Atomique Industriel Français), créé en 1975, qui regroupait les grands donneurs d’ordre et grands industriels pour contribuer au travail de l’association FORATOM

L’objectif affiché du GIFEN au moment de sa création est de porter la voix et de défendre les intérêts de la filière nucléaire, en France comme à l'étranger.

### Organisation
Le GIFEN revendique 270 entreprises adhérentes, dont les 5 grands donneurs d’ordre du secteur (EDF, Orano, CEA, Framatome et ANDRA), les grandes entreprises, les ETI, PME, TPE, les organisations professionnelles et les associations, qui couvrent tous les types d’activités industrielles ainsi que tous les domaines de la production d’électricité d’origine nucléaire.
Le GIFEN est présidé par Xavier Ursat, également président du Comité stratégique de la filière nucléaire.
Le délégué général est Olivier Bard.

## Historique
En avril 2023, le GIFEN remet à Agnès Pannier-Runacher, ministre de la Transition énergétique, et Roland Lescure, ministre délégué chargé de l’Industrie, le rapport « Match ». Ce dernier détaille les capacités et besoins de la filière nucléaire pour effectuer sa relance.